# August Vezin
August Heinrich Wilhelm Vezin (* 19. Januar 1879 in Münster; † 24. Juni 1963 in Ahlen) war ein deutscher Gymnasiallehrer und Philologe.

## Leben

### Familie
Vezin kam in Münster als Sohn des Maschinenbauers Louis Vezin und dessen Ehefrau Charlotte Göcke zur Welt.
Am 2. Juni 1906 heiratete er in Heiligenstadt die ledige Maria Klara Elisabeth Dorothea Vezin (1878–1958). Sie war seine Cousine 3. Grades. Ihre nächsten gemeinsamen Vorfahren sind der Jurist und Schriftsteller Heinrich August Vezin (1745–1816) und dessen Ehefrau Wilhelmine Friederike, geb. Schläger (1743–1783). Dessen Vater war Jean Baptiste Vezin, Sohn des Pierre Vezin, der aus Saint-Florentin (Yonne) stammte.

### Werdegang
Vezin machte sein Abitur am Josephinum in Hildesheim und studierte Philosophie, Germanistik, Geschichte und Kunstgeschichte in Münster, Graz, Wien, Heidelberg und Leipzig. In Tübingen wurde er mit einer Dissertation über Eumenes von Kardia zum Dr. phil. promoviert.
Nach einer kurzen Tätigkeit als wissenschaftlicher Hilfslehrer am Gymnasium in Coesfeld wurde er 1905 Studienrat am Reformrealgymnasium Hechingen. Am Ersten Weltkrieg nahm er von 1914 bis 1918 als Kriegsfreiwilliger teil. Ab 1927 war er in Siegburg tätig und später mit dem Titel Professor bis zu seiner Pensionierung am Beethoven-Gymnasium Bonn.
Seit seiner 1926 erschienenen Übersetzung (Terzinen mit fast durchgehend weiblichen Reimen) der Göttlichen Komödie mit Erläuterungen und einer zweiten zweisprachigen Ausgabe 1956 galt Vezin als anerkannter Dante-Forscher.
Er war Mitglied der katholischen Studentenverbindungen VKDSt Saxonia Münster, KDStV Burgundia (Leipzig) Düsseldorf, AV Guestfalia Tübingen und KaV Norica Wien. Zur Guestfalia in Tübingen veröffentlichte er eine umfangreiche historische Darstellung.
Vezin wurde auf dem Poppelsdorfer Friedhof in Bonn beigesetzt.

## Ehrungen
- Im Ersten Weltkrieg wurde ihm das Eiserne Kreuz verliehen.
- 1956 wurde ihm das Bundesverdienstkreuz 1. Klasse verliehen.

## Schriften
- Eumenes von Kardia. Ein Beitrag zur Geschichte der Diadochenzeit. Aschendorff, Münster 1907. (Zugleich: Diss., Phil. Fak., Tübingen 1907).
- Die Freudenbotschaft unseres Herrn. Herder, Freiburg 1915.
- Das Evangelium Jesu Christi. Herder, Freiburg 1938. (Neuausgabe von Die Freudenbotschaft unseres Herrn; zuletzt 4. verbesserte Auflage 1958).
- Dante. Seine Welt und Zeit, sein Leben und Werk. Laumann, Dülmen 1949.[7]
- 100 Jahre Tübinger Guestfalia. 1859–1959. Müller, Köln 1965.

## Übersetzungen und Bearbeitungen
- Charles Dickens: Die Weihnacht des alten Scrooge. Aschendorff, Münster 1912. Erneut 1922.
- (Bearb.): Fritz Reuter: Ut mine Stromtid. Aschendorff, Münster 1919.
- Dante Alighieri: Die göttliche Komödie. Übersetzt und erläutert. J. Kösel & F. Pustet, München 1926.[8][9]
  - Dante Alighieri: Die göttliche Komödie. Italienisch und deutsch. Herder, Freiburg, Rom 1956. Zuletzt 1989.
- Henry Wadsworth Longfellow: Henry Wadsworth Longfellows arkadische Mär Evangeline. Callwey, München 1929. Erneut als: Evangeline. In deutschen Blankvers übertragen. Meister, Heidelberg 1947.
- Vergil: Aeneis. Lateinisch und deutsch. Aschendorff, Münster 1952. Zuletzt 7. Auflage 2006, ISBN 978-3-402-02618-2.